# Municipio de South Whitehall
El municipio de South Whitehall  (en inglés: South Whitehall Township) es un municipio ubicado en el condado de Lehigh en el estado estadounidense de Pensilvania. En el año 2000 tenía una población de 18.028 habitantes y una densidad poblacional de 406.5 personas por km².

## Geografía
El municipio de South Whitehall se encuentra ubicado en las coordenadas 40°37′31″N 75°32′29″O / 40.62528, -75.54139.

## Demografía
Según la Oficina del Censo en 2000 los ingresos medios por hogar en la localidad eran de $54,759 y los ingresos medios por familia eran $64,291. Los hombres tenían unos ingresos medios de $46,963 frente a los $30,345 para las mujeres. La renta per cápita para la localidad era de $27,486. Alrededor del 3,9% de la población estaban por debajo del umbral de pobreza.